# Estados Unidos en los Juegos Paralímpicos de Geilo 1980
Estados Unidos estuvo representado en los Juegos Paralímpicos de Geilo 1980 por un total de 26 deportistas, 16 hombres y 10 mujeres.

## Medallistas
El equipo paralímpico estadounidense obtuvo las siguientes medallas:
| Nombre           | Deporte      | Evento                      |
| ---------------- | ------------ | --------------------------- |
| Oro              |              |                             |
| Cindy Castellano | Esquí alpino | Eslalon 3A femenino         |
| Cindy Castellano | Esquí alpino | Eslalon gigante 3A femenino |
| Doug Keil        | Esquí alpino | Eslalon 4 masculino         |
| Doug Keil        | Esquí alpino | Eslalon gigante 4 masculino |
| Plata            |              |                             |
| Kathy Poohachof  | Esquí alpino | Eslalon gigante 3A femenino |
| Bronce           |              |                             |
| Janet Penn       | Esquí alpino | Eslalon gigante 2A femenino |